# Ба Янь
Ба Янь (18 грудня 1962) — китайська баскетболістка.
Бронзова призерка Олімпійських ігор 1984 року.